# William Edwardes
William Edwardes, 4e baron Kensington (11 mai 1835 - 7 octobre 1896) est un propriétaire terrien britannique et un homme politique libéral. Il est contrôleur de la maison de 1880 à 1885 et capitaine des Yeomen de la garde de 1892 à 1895.

## Jeunesse
Il est le fils aîné du capitaine William Edwardes (3e baron Kensington), de son épouse Laura Jane Ellison, fille de Cuthbert Ellison, de Hebburn Hall, Hebburn, comté de Durham.

## Carrière politique
Il est élu à la Chambre des communes pour Haverfordwest en 1868, un siège qu'il occupe jusqu'en 1885. En 1872, il succède à son père comme quatrième baron Kensington, mais comme il s'agit d'une pairie irlandaise, cela ne lui donne pas droit à un siège à la Chambre des lords et il peut rester membre de la Chambre des communes. Lorsque les libéraux sont arrivés au pouvoir en 1880 sous William Ewart Gladstone, Kensington est admis au Conseil privé et nommé contrôleur de la maison (whip du gouvernement à la Chambre des communes) un poste qu'il occupe jusqu'à la chute du gouvernement en 1885.
Après l'abolition de sa circonscription de Haverfordwest en 1885, Kensington se présente à Hornsey, mais sans succès.
En 1886, il est créé baron Kensington, de Kensington dans le comté de Middlesex, dans la pairie du Royaume-Uni, ce qui lui donne un siège à la Chambre des lords. La même année, les libéraux reviennent au pouvoir sous Gladstone, et Kensington sert brièvement de Lord-in-waiting (whip du gouvernement à la Chambre des lords) de mars jusqu'à la chute du gouvernement en juillet. Les libéraux restent sans fonction pendant les six années suivantes, mais reviennent au pouvoir en 1892, et Gladstone le nomme capitaine des Yeomen de la garde. Il conserve ce poste lorsque Lord Rosebery devient Premier ministre en 1894. Le gouvernement libéral tombe l'année suivante et Kensington n'est jamais revenu au pouvoir. Indépendamment de sa carrière politique, il occupe également le poste honorifique de Lord Lieutenant du Pembrokeshire entre 1872 et 1896 .
Kensington est élu au Conseil du comté de Pembrokeshire lors des premières élections de comté en 1889. Il préside la première réunion du conseil et est immédiatement élu échevin.

## Famille
Lord Kensington épouse Grace Elizabeth Johnstone-Douglas, fille de Robert Johnstone-Douglas, en 1867. Ils ont quatre fils et cinq filles. Il est décédé en octobre 1896, à l'âge de 61 ans, et son fils aîné, William, lui succède. Lady Kensington est décédée en 1910. Leur fille, Sylvia, épouse Lord Edward Gleichen la même année.
Lord Kensington est décédé subitement le 7 octobre 1896 alors qu'il participait à une expédition de tir au château de Floors, dans le Roxburghshire, en Écosse.